# SimCity (1989)
Ne doit pas être confondu avec le cinquième jeu de la série du même nom SimCity.
SimCity est un jeu vidéo de gestion de type city-builder développé par Maxis en 1989. Imaginé par Will Wright, le concept de jeu consiste à construire et à gérer une ville entière. Le jeu compte parmi les précurseurs du genre et constitue le premier épisode de la série SimCity.
Le jeu est sorti en 1989 sur Amiga, Amstrad CPC, Atari ST, Commodore 64, DOS et Mac OS, en 1990 sur ZX Spectrum et enfin en 1991 sur Amiga CDTV, Super Nintendo et Windows 3.x. Il rencontra un grand succès, se vendant à 50 000 exemplaires l'année de sa sortie en Europe, et encore plus en Amérique du Nord (500 000 exemplaires sur ordinateurs fin 1992, et 830 000 de plus jusqu'à la fin de la décennie).
Pour permettre le portage du jeu sur le projet One Laptop per Child, le jeu a été libéré sous GNU GPL 3 le 10 janvier 2008 et renommé en Micropolis, Electronic Arts gardant les droits sur la marque SimCity.

## Système de jeu

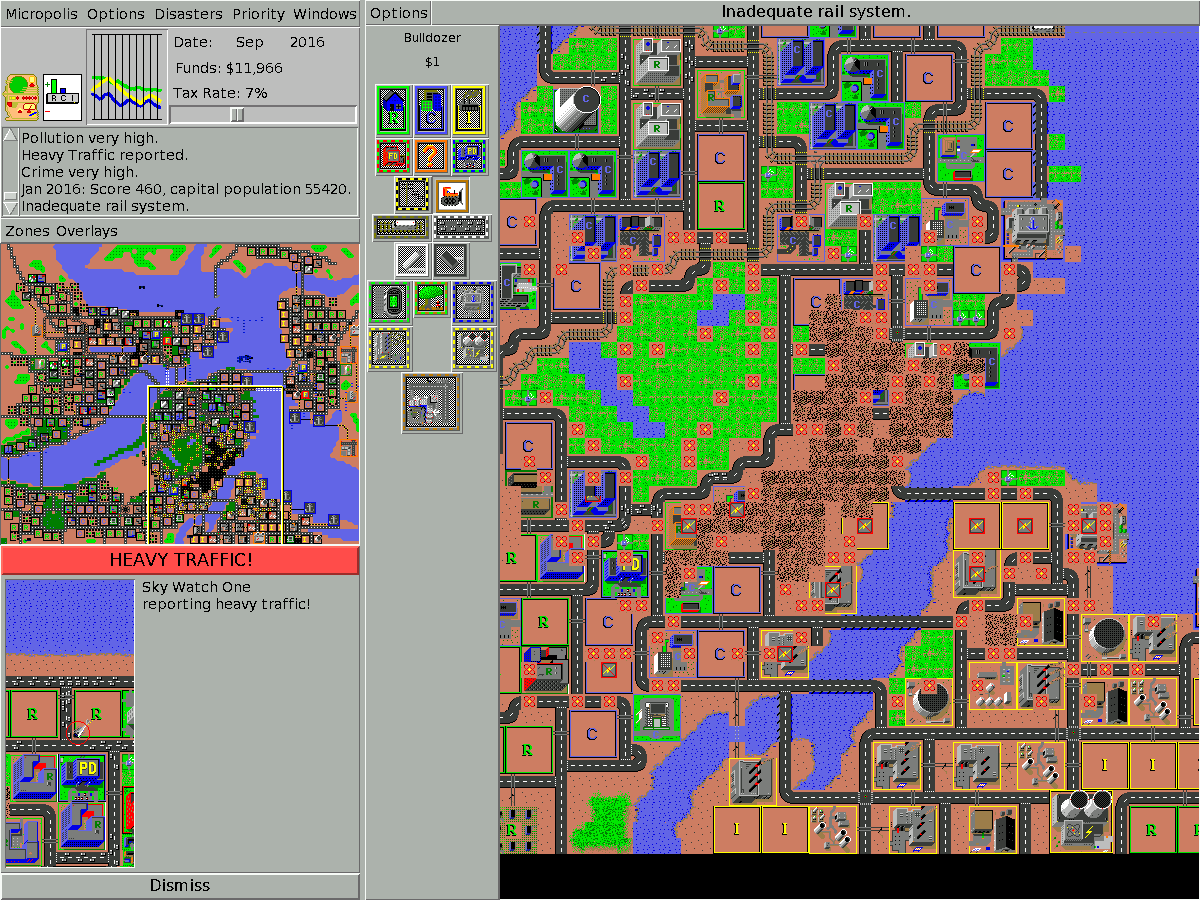
Micropolis, basé sur le portage Unix du SimCity original.

Le joueur se trouve à la place d'un maire qui peut construire où il le souhaite des bâtiments, routes, fils électriques et autres infrastructures indispensables. Il peut régler les impôts, le budget de l'éducation, de la police, des pompiers, bref le joueur doit tout faire pour que sa ville plaise à ses habitants, les Sims, dans le cas contraire il est renvoyé. Des statistiques et des graphiques montrant le degré de satisfaction des citoyens, de la violence, de la pollution et du niveau scolaire sont à sa disposition.
Partant de zéro lors d'une nouvelle partie, la ville grandit différemment suivant le terrain et les actions du joueur. Ainsi, avec un choix de 999 terrains possédant chacun une topologie propre, chaque partie est différente de la précédente.
Un deuxième mode de jeu est disponible, le mode « catastrophe ». Dans celui-ci, la ville est déjà construite et bien développée mais des catastrophes surviennent, telles que des raz-de-marée, des incendies, des émeutes ou encore la venue de Godzilla (remplacé par Bowser dans la version Super Nintendo). Le but est de minimiser les dégâts causés, puis de les réparer tout en gardant les citoyens satisfaits.
En 1989, une extension nommée SimCity: Terrain Editor apparait sur Amiga et DOS, puis, en 1991 pour Atari ST. Elle permet de créer ses propres terrains, en modifiant rivières, lacs, arbres, etc. à sa guise.
Il y avait aussi en 1989 une version pour Amtrad CPC de SimCity.
SimCity est amélioré en 1993 pour sa sortie sur Super Nintendo : les saisons au cours du jeu deviennent visibles et le joueur obtient des bâtiments spéciaux lorsqu'il satisfait certaines conditions. Il est possible par exemple de construire la maison du maire lorsque le village atteint 2 000 habitants.
En 1993, une version multimedia sur cd-rom (SimCity Enhanced CD-ROM), toujours pour DOS, éditée par Maxis en association avec Interplay, propose des voix françaises et toute une série de petits clips vidéos, avec de vrais acteurs, où interviennent, selon les événements, le chef de la police, le chef des pompiers, la responsable de l'énergie etc. Ces éléments audiovisuels, à caractère humoristique, sont codés au format .mve. Le jeu lui-même n'est pas modifié.

## Conception

### Genèse
L'idée de SimCity prend origine dans le premier jeu de Will Wright, le jeu d'action-stratégie Raid on Bungeling Bay (1984, Brøderbund). Ce jeu novateur, qui met le joueur aux commandes d'un hélicoptère, a la particularité de proposer une vue aérienne. Le créateur a pris plus de plaisir à créer les environnements urbains avec l'éditeur de niveau qu'à jouer au jeu lui-même et a réalisé que les joueurs pourraient en prendre autant.
Parmi ses influences dans les jeux vidéo, Will Wright cite Pinball Construction Set de Bill Budge et le premier Flight Simulator de Bruce Artwick. Mais c'est essentiellement en lisant les ouvrages de plusieurs architectes, urbanistes et designers que Will Wright puise ses idées. Il s'inspire notamment des travaux de Christopher Alexander, Jay Forrester, Jane Jacobs, Charles et Ray Eames.
Selon Will Wright, les jeux vidéo de l'époque étaient essentiellement tournés vers l'arcade ; peu de jeux proposaient un gameplay plus complexe, moins porté sur l'action.

### Contenu exclusif sur Super Nintendo
Pour la version du Super Nintendo, les concepteurs ont créé un personnage exclusif le Dr. Wright. Il s'agit du conseiller du joueur qui aide à entretenir la ville. Son apparence est basée sur Will Wright.
Son nom entier, Left Wright, est un jeu de mots anglais qui veut dire « Gauche-Droite ».
Il fait également une apparition dans les jeux The Legend of Zelda: Link's Awakening, The Legend of Zelda: The Minish Cap et Super Smash Bros. Brawl.

### Équipe de développement
- Concept et création : Will Wright
- Contributions à la création : Jeff Braun, Robert Strobel
- Programmation version Amiga : Brian Conrad, Brian Witt
- Graphismes et illustrations : Will Wright, Scott Martindale, Don Bayless
- Sons : Will Wright, Steve Hales, Soyo Oka
- Documentation : Michael Bremer, Cliff Ellis
- Design du packaging et de la documentation : Richard Bagel DESIGN
- Illustration jaquette : Kurt West

## Bâtiments
- Bulldozer (1 $)
- Route (10 $, 20 $ sur l'eau)
- Voie ferrée (20 $, 40 $ sur l'eau)
- Ligne à haute tension (5 $, 10 $ sur l'eau)
- Parc (10 $)
- Zone résidentielle (100 $)
- Zone commerciale (100 $)
- Zone industrielle (100 $)
- Poste de police (500 $)
- Caserne de pompiers (500 $)
- Stade (3 000 $)
- Centrale électrique au charbon (3 000 $)
- Centrale nucléaire (5 000 $)
- Port (5 000 $)
- Aéroport (10 000 $)

### Subventions
Chaque subvention coute 100 $ (hors coûts mensuels) et apporte des avantages mais aussi des inconvénients.
- Zoo
- Parc d'attractions
- Polder
- Grand commissariat de police
- Grande caserne de pompiers
- Fontaine
- Casino
- Gare ferroviaire
- Centre d'exposition
- Bibliothèque
- Moulin à vent
- Grand parc
- Maison du maire
- Statue de Mario (SNES)
- Banque

## Catastrophes
- Inondation
- Incendie
- Tremblement de terre
- Accident aérien
- Tornade
- Attaque du monstre (SNES)
- Accident nucléaire
- Naufrage (PC)

## Scénarios
- Tokyo (SNES) : attaque du monstre
- San Francisco : tremblement de terre
- Détroit : criminalité
- Berne : circulation
- Rio de Janeiro : inondation
- Boston : accident nucléaire
- Las Vegas (bonus) : attaque extraterrestre
- Freeland : absence d'eau
- Dullsville : ennui
- Hambourg : bombardement

## Récompenses
- Best Entertainment Program 1989.
- Best Educational Program, 1989.
- Best Simulation Program, 1989.
- Critics' Choice: Best Consumer Program, 1989, Software Publisher's Association.
- Most Innovative Publisher, 1989, Computer Game Developer's Conference.
- Best PC Game, 1989.
- Member of the 1989 Game Hall of Fame, Macworld.
- Game of the Year, 1989, Computer Gaming World.
- Second Best Simulation of all Time for C-64.
- Fourth Best Simulation of All Time for Amiga, .info.
- Editors' Choice Award: Best Recreation Program, 1989, MacUser.
- Best Computer Strategy Game, 1989, VideoGames and Computer Entertainment.
- Best Game Designer of the Year: Will Wright, for SimCity, 1989, Computer Entertainer.
- Best 20th Century Computer Game, 1989, Charles S. Roberts Award.
- Software Award of Excellence, 1990-1991, Technology and Learning.
- Best Educational Program, 1990, European Computer Leisure Award.
- Tilt d'or du jeu le plus original, 1989, Tilt (France)[8].
- Game of the Year, 1989, Amiga Annual (Australie).
- World Class Award, 1990, Macworld (Australie).